# 밀턴 오보테

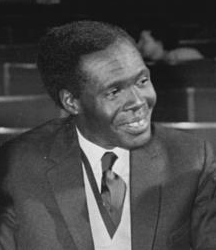
밀턴 오보테 (1960년)

아폴로 밀턴 오페토 오보테(Apollo Milton Opeto Obote, 1924년 12월 28일~2005년 10월 10일)는 우간다의 대통령과 수상을 지낸 우간다의 정치인이다.
1962년 우간다가 독립할 당시 수상이었으며, 1966년에 쿠데타를 일으켜 종신 대통령으로 취임하였다. 집권 기간 동안 기간산업의 국유화를 목표로 사회주의 독재 체제를 수립하였다. 그러나, 1971년 1월 싱가포르에서 열린 회의에 참여하고 있는 동안 부하 이디 아민이 지휘한 쿠데타로 실각하였다.
1980년 아민이 실각한 후 다시 대통령이 되었지만, 1986년에 또 다시 요웨리 무세베니의 혁명군에 의한 쿠데타로 실각해 탄자니아로 망명하였다.
그 후에는 잠비아의 수도 루사카에서 망명 생활을 보냈고, 2005년 10월 10일 남아프리카 공화국에 위치한 요하네스버그의 한 병원에서 81세의 나이로 사망하였다.

## 역대 선거 결과
| 선거명      | 직책명          | 대수 | 정당           | 득표율 | 득표수      | 결과 | 당락 |
| ----------- | --------------- | ---- | -------------- | ------ | ----------- | ---- | ---- |
| 1980년 선거 | 우간다의 대통령 | 6대  | 우간다인민회의 | 47.07% | 1,963,679표 | 1위  |      |